# أندرو مارشال (لاعب كرة قدم أمريكية)
أندرو مارشال (بالإنجليزية: Andrew Marshall)‏ هو لاعب كرة قدم أمريكية أمريكي، ولد في 1879، وتوفي في 2 فبراير 1965 في أورموند بيتش في الولايات المتحدة.